# Per Arvidsson
Per Arvidsson, född i Nya Lödöse, död under 1600-talet, var en svensk borgmästare. 

## Biografi
Per Arvidsson arbetade som krigskommissarie och lagläsare i Värmland .
Han blev den 18 april 1604 borgmästare i Nya Lödöse . Under Älvsborgs lösen bodde han i Alingsås, men var 1619 tillbaka som borgmästare . Efter att han avgått som borgmästare 1621 var han rådman i den nya staden Göteborg där han nämns fram till 1625.

### Familj
Per Arvidsson var gift med Brita Haraldsdotter (född 1570), dotter till sekreteraren Harald Bengtsson på Älvsborg och Ragnhild Andersdotter. De fick tillsammans sonen landsbokhållaren Arvid Persson Roman (1587–1655).